# Cantón de Montmirail (Marne)
El cantón de Montmirail era una división administrativa francesa, que estaba situada en el departamento de Marne y la región de Champaña-Ardenas.

## Composición
El cantón estaba formado por diecinueve comunas:
- Bergères-sous-Montmirail
- Boissy-le-Repos
- Charleville
- Corfélix
- Corrobert
- Fromentières
- Janvilliers
- La Villeneuve-lès-Charleville
- Le Gault-Soigny
- Le Thoult-Trosnay
- Le Vézier
- Mécringes
- Montmirail
- Morsains
- Rieux
- Soizy-aux-Bois
- Tréfols
- Vauchamps
- Verdon

## Supresión del cantón de Montmirail
En aplicación del Decreto nº 2014-208 de 21 de febrero de 2014, el cantón de Montmirail fue suprimido el 22 de marzo de 2015 y sus 19 comunas pasaron a formar parte del nuevo cantón de Sézanne-Brie y Champaña.